# Golf Resort Albatross
Albatross Golf Resort je golfové hřiště a golfový resort, který leží téměř 14 km od Berouna a 6,5 km od Rudné. Hřiště bylo vybudováno podle návrhu předního golfového architekta Keitha Prestona. Hřiště bylo otevřeno roku 2009. Každoročně golfový resort hostí nejprestižnější golfovou akci D+D Real Czech masters, která je součástí PGA European Tour.

## Informace o hřišti
Hřiště má 9 jamek, PAR hřiště je 36 na devíti jamkách a 72 na osmnácti, celková vzdálenost hřiště při hře na 18 jamek je:
- 6858 metrů – černé odpaliště
- 6426 metrů – bílé odpaliště
- 6031 metrů – žluté odpaliště
- 5657 metrů – modré odpaliště
- 5164 metrů – červené odpaliště

### Jednotlivé jamky[3]
| 1. 9 jamek: | 1. 9 jamek: | 1. 9 jamek: | 1. 9 jamek: | 1. 9 jamek: | 1. 9 jamek: | 1. 9 jamek: | 1. 9 jamek:  |
| Jamka       | Černé       | Bílé        | Žluté       | Modré       | Červené     | Par         | Stroke Index |
| ----------- | ----------- | ----------- | ----------- | ----------- | ----------- | ----------- | ------------ |
| 1           | 492 m       | 492 m       | 466 m       | 440 m       | 399 m       | 5           | 12           |
| 2           | 360 m       | 360 m       | 342 m       | 320 m       | 303 m       | 4           | 10           |
| 3           | 200 m       | 181 m       | 159 m       | 139 m       | 102 m       | 3           | 6            |
| 4           | 347 m       | 292 m       | 261 m       | 261 m       | 228 m       | 4           | 14           |
| 5           | 413 m       | 392 m       | 369 m       | 344 m       | 327 m       | 4           | 2            |
| 6           | 318 m       | 318 m       | 304 m       | 299 m       | 285 m       | 4           | 18           |
| 7           | 178 m       | 168 m       | 158 m       | 143 m       | 106 m       | 3           | 16           |
| 8           | 442 m       | 442 m       | 411 m       | 387 m       | 357 m       | 4           | 4            |
| 9           | 584 m       | 532 m       | 508 m       | 478 m       | 428 m       | 5           | 8            |
| 1 - 9       | 3334 m      | 3177 m      | 2978 m      | 2811 m      | 2535 m      | 36          |              |

| 2. 9 jamek: | 2. 9 jamek: | 2. 9 jamek: | 2. 9 jamek: | 2. 9 jamek: | 2. 9 jamek: | 2. 9 jamek: | 2. 9 jamek:  |
| Jamka       | Černé       | Bílé        | Žluté       | Modré       | Červené     | Par         | Stroke Index |
| ----------- | ----------- | ----------- | ----------- | ----------- | ----------- | ----------- | ------------ |
| 10          | 551 m       | 510 m       | 490 m       | 466 m       | 446 m       | 5           | 13           |
| 11          | 388 m       | 361 m       | 343 m       | 326 m       | 313 m       | 4           | 7            |
| 12          | 524 m       | 494 m       | 458 m       | 430 m       | 399 m       | 5           | 1            |
| 13          | 197 m       | 177 m       | 163 m       | 147 m       | 109 m       | 3           | 15           |
| 14          | 411 m       | 358 m       | 338 m       | 314 m       | 296 m       | 4           | 17           |
| 15          | 440 m       | 406 m       | 382 m       | 350 m       | 339 m       | 4           | 11           |
| 16          | 184 m       | 167 m       | 151 m       | 139 m       | 122 m       | 3           | 5            |
| 17          | 448 m       | 407 m       | 381 m       | 351 m       | 330 m       | 4           | 3            |
| 18          | 381 m       | 369 m       | 347 m       | 323 m       | 275 m       | 4           | 9            |
| 10 - 18     | 3524 m      | 3249 m      | 3053 m      | 2846 m      | 2629 m      | 36          |              |
| 1 - 18      | 6858 m      | 6426 m      | 6031 m      | 5657 m      | 5164 m      | 72          |              |

|    | Černé | Bílé | Žluté | Modré | Červené |
| -- | ----- | ---- | ----- | ----- | ------- |
| CR | 76,3  | 75,1 | 73    | 77,1  | 74      |
| SR | 151   | 147  | 140   | 142   | 139     |

CR – USGA Course Rating
SR – Bogey Slope Rating